# Turneriola aliceae
Turneriola aliceae är en insektsart som beskrevs av William Edward China 1923. Turneriola aliceae ingår i släktet Turneriola och familjen Tropiduchidae. Inga underarter finns listade i Catalogue of Life.